# 정제두
정제두(鄭齊斗, 1649년 8월 5일(음력 6월 27일)∼1736년 9월 15일(음력 8월 11일))는 조선 후기의 문신·학자이다. 본관은 영일, 자는 사앙(士仰), 호는 하곡(霞谷), 추곡(楸谷)이다. 성리학자였으나 양명학에 관심을 갖고 양명학자가 되었으며 강화학파의 시초가 되었다. 윤증의 문인이다.

## 생애
포은 정몽주의 후손으로 어려서 조실부모하여 현종 때 우의정을 지낸 할아버지 도촌 정유성 밑에서 자랐다. 일찍이 학문에 뜻이 있어 백가(百家)에 통달하였고, 박세채와 윤증의 문인이다. 숙종 때에 6품(六品)·대성(臺省)·방백(方伯)의 벼슬을 받았으나 사퇴하고 전생애의 대부분을 학문 연구에 바쳤다. 처음에는 주자학을 공부했으나 곧 주자학에 반기를 들고 20여세 때부터 양명학(陽明學)에 심취(心醉), 41세에 안산(현 시흥시 화정동 가래울楸谷)으로 이거하여 당시 학계와 정계에서 이단으로 몰려 배척당하면서도 조선 최초로 양명학의 사상적 체계를 완성(학변學辯 존언存言 저술) , 그의 이러한 학문은 비판적인 그의 학풍과 함께 61세 이후 강화도 하곡(霞谷)로 이주하여 신작(申綽)·이광사(李匡師)·유희(柳僖) 등 실학자들에게 영향을 미쳤다.
그는 왕양명의 학설 중 제일의(第一義)라고 할 수 있는 '치량지설(致良知說)'의 '양'(良)이 '지'(知)에 대하여 주의하는 것이라고 말한다. 즉 '치지'의 '지'(知)가 지식의 '지'(知)가 아니라 선천적 지혜라고 했다. 그러므로 '양'(良)는 생래적으로 얻은 혜명(慧明)한 선천적 지성을 뜻한다고 했으며, '양지'가 있으므로 경험이 가능하고 지식을 지식으로서 받아들일 수 있다고 했다. 또한 성현의 말씀이 중요한 것은 그 말씀 속에 흐르는 논리가 중요한 것이요, 논리보다도 그 논리를 이해할 수 있는 양지가 더욱 귀하다고 했다.
그의 학풍은 조선과 한국의 학술계에 지대한 영향을 미쳤고, 그의 학술사상의 본령(本領)은 양명학에 있었다. 그의 저서로는 <논어해(論語解)> <맹자설(孟子設)> <존언(存言)> <서(書)> <성학설(聖學說)> <대학설(大學說)> <중용해(中庸解)> 등이 있다.

## 같이 보기
- 양명학
- 성리학
- 강화학파
- 윤증
- 이광사
- 심육
- 심대윤

## 참고자료
- 어느 양명학자의 커밍아웃 보관됨 2015-09-18 - 웨이백 머신 한겨레 21 2006년12월14일 제639호